# Kim Seong-yeon
Kim Seong-yeon (kor. 김성연 ;ur. 16 kwietnia 1991) – południowokoreańska judoczka. Dwukrotna olimpijka. Zajęła dziewiąte miejsce w Rio de Janeiro 2016 i w Tokio 2020. Walczyła w wadze średniej.
Brązowa medalistka mistrzostw świata w 2013 i w drużynie w 2017. Mistrzyni igrzysk azjatyckich w 2014; druga w 2018. Trzecia na igrzyskach Azji Wschodniej w 2013. Wicemistrzyni Azji w 2016, 2017 i 2021. Wygrała uniwersjadę w 2015; trzecia w 2017 roku.

## Letnie Igrzyska Olimpijskie 2016
| Konkurencja | Rundy eliminacyjne   | Klas. końcowa |
| Konkurencja | Przeciwnik I         | Miejsce       |
| ----------- | -------------------- | ------------- |
| 70 kg       | Linda Bolder (ISR) P | 9.            |